# Boxer (album)
Boxer là album phòng thu thứ tư của ban nhạc indie rock Mỹ The National, được phát hành ngày 22 tháng 5 năm 2007 bởi Beggars Banquet Records. Album được sản xuất bởi Peter Katis và chính ban nhạc, bán được hơn 300,000 bản toàn cầu. Album đạt vị trí #68 trên bảng xếp hạng Billboard 200, và bán được 9,500 bản trong tuần đầu.
Một phim tài liệu tên A Skin, A Night, được phát hành một năm sau đó. Tập trung vào quá trình thu âm Boxer, phim được đạo diễn bởi Vincent Moon.

## Bìa đĩa
Bìa đĩa là hình ban nhạc biểu diễn bài hát "The Geese of Beverly Road" từ album Alligator (2005), tại lễ cưới của nhà sản xuất 'Peter Katis'.

## Phê bình nhận xét
| Đánh giá chuyên môn | Đánh giá chuyên môn |
| Điểm trung bình     | Điểm trung bình     |
| Nguồn               | Đánh giá            |
| ------------------- | ------------------- |
| Metacritic          | 86/100              |
| Nguồn đánh giá      |                     |
| Nguồn               | Đánh giá            |
| Allmusic            | [ 5 ]               |
| AbsolutePunk        | (95%)               |
| Pitchfork Media     | (8.6/10)            |
| PopMatters          | (9/10)              |
| Rolling Stone       |                     |
| Slant               | [ 9 ]               |
| Spin                | (8/10)              |
| Sputnikmusic        | [ 11 ]              |
| Stylus              | A                   |
| Tiny Mix Tapes      | [ 13 ]              |

Paste chọn Boxer làm album hay nhất năm 2007. "Mistaken for Strangers" đạt vị trí #92 trên danh sách "100 bài hát hay nhất 2007" của Rolling Stone. Pitchfork Media xếp album ở hạng #17 trên danh sách "Top 50 album năm 2007", cũng như vị trí #5 trên danh sách của Stylus Magazine'. Stylus cũng xếp "Fake Empire" ở #7 trên "Top 50 bài hát năm 2007".
Boxer nằm trong nhiều danh sách "các album của thập kỷ" bao gồm Pitchfork Media, Aquarium Drunkard, Paste, The Pop Cop,.

## Danh sách bài hát
Tất cả các ca khúc được viết bởi The National, except where noted.
| STT | Nhan đề                  | Sáng tác                   | Thời lượng |
| --- | ------------------------ | -------------------------- | ---------- |
| 1.  | "Fake Empire"            |                            | 3:25       |
| 2.  | "Mistaken for Strangers" |                            | 3:30       |
| 3.  | "Brainy"                 | The National, Carin Besser | 3:18       |
| 4.  | "Squalor Victoria"       |                            | 2:59       |
| 5.  | "Green Gloves"           |                            | 3:39       |
| 6.  | "Slow Show"              |                            | 4:08       |
| 7.  | "Apartment Story"        |                            | 3:32       |
| 8.  | "Start a War"            |                            | 3:16       |
| 9.  | "Guest Room"             |                            | 3:18       |
| 10. | "Racing Like a Pro"      |                            | 3:23       |
| 11. | "Ada"                    | The National, Carin Besser | 4:03       |
| 12. | "Gospel"                 | The National, Carin Besser | 4:29       |

| Japanese CD and iTunes bonus tracks | Japanese CD and iTunes bonus tracks | Japanese CD and iTunes bonus tracks |
| STT                                 | Nhan đề                             | Thời lượng                          |
| ----------------------------------- | ----------------------------------- | ----------------------------------- |
| 13.                                 | "Blank Slate"                       | 3:17                                |
| 14.                                 | "Santa Clara"                       | 4:06                                |